# Jan Meisl
Jan Meisl (* 4. října 1974 Kyjov) je český hudební skladatel, libretista a básník.

## Studia
- Ruská hudební akademie Gněsinych v Moskvě
- Akademie múzických umění v Praze
- Vysoká škola múzických umění v Bratislavě

V současnosti umělecký vedoucí 3 orchestrů působících v Českých Budějovicích:
- Jihočeského univerzitního orchestru Bigband Symphonic
- Komorního orchestru soukromé ZUŠ Zavadilka
- Dechové harmonie Konzervatoře v Českých Budějovicích

## Dílo
Je autorem asi 220 děl všech žánrů: sólových, komorních, vokálních a orchestrálních kompozic, opery, oratoria, muzikálu, baletu, pantomimy, hudby pro děti, multimediální instalace, filmové a jevištní hudby.
Ve svém díle se snaží o využití co nejširší palety výrazových prostředků, o hledání nových forem uměleckého sdělení a o žánrové prolnutí a překlenutí zažitých tradic s cílem oslovit posluchače novým pojetím krásy hudebně dramatických celků obohacených navíc o další mediální rozměry.
Nejdůležitější díla
- Bigbeatissimo, op. 23 koncert pro žesťový symfonický orchestr (2007)
- Symphony No. 1 - The Song of Songs, op. 25 pro soprán, baryton a symfonický orchestr (2007)
- BUBYDO, op. 27 opera-show o třech dějstvích (2008-9)
- The Black Lighthouse, op. 33 kvintet pro flétnu, klarinet, housle, violoncello a klavír (2008)
- Dancing Pipes, op. 40 partita pro varhany (2008)
- The Mirror of Our Souls, op. 43  pro klavírní duo (2009)
- The Night of the Pharaoh’s Empire, op. 51 balet o dvou dějstvích (2009)
- All Gates Are Closed, op. 57 koncert pro bicí a symfonický orchestr (2009)
- Von Ewigkeit zu Ewigkeit…, op. 65 slavnostní mše - kantáta pro sóla, smíšený sbor, trubku, trombón, tympány a varhany (2009)
- And the Lions Are Remaining Silent..., op. 69  koncert pro cimbál a symfonický orchestr (2009)
- The Way of the Faith, op. 71 scénické oratorium pro sóla, smíšený sbor, varhany a symfonický orchestr (2010)
- Il Segreto del Quadrifoglio Arancione, op. 78  trio pro flétnu, violoncello a klavír (2010)
- The Last Song, op. 83  meditace pro klavírní kvinteto (2010)
- Le Mariage Miraculeux, op. 86 dvojkoncert pro dva klavíry a symfonický orchestr (2010)
- A Little Sad Clown, op. 91 hudební příběh pro děti (2010)
- Symphony No. 2 - The Awakening, op. 93 pro symfonický orchestr (2010)
- ...Leib ohne Kreuz, Kreuz ohne Leib..., op. 97 multimediální instalace pro recitátorku, varhany a cyklus obrazů „Křížová cesta“ (2010)
- Venite, exsultemus Domino, op. 100 pro dva smíšené sbory a varhany (2010)
- L'heure de la mort, op. 105 sonáta pro klavír (2011)
- ATLANTIS, op. 107 muzikál - duchovní mystérie (2011-12)
- El Jardín de Tiras, op. 111 koncert pro kytaru a symfonický orchestr (2011)
- Missa angelica, op. 116 pro chorální hlas, smíšený sbor a varhany (2011)
- Les ombres et les joies de mon être, op. 119 koncert pro tenor saxofón a symfonický orchestr (2011)
- Die Heilige Nacht, op. 122 rozhlasová hra pro mezzosoprán, violu, violoncello a bicí (2011)
- Googoo and his friends, op. 127 hudební příběh pro recitátora a kytarový soubor (2012)
- Blessed Are They..., op. 132 pantomima pro pět mimů a komorní orchestr (2012)
- Darksome Dreams, op. 139 pro klavírní trio (2012)
- TANGEADO, op. 145 kvintet pro housle, akordeon, kytaru, klavír a kontrabas (2013)
- The Bright Sunlight, op. 158 novelleta pro klarinet, housle a klavír (2013)
- New Czech Christmas Mass, op. 161 pro sóla, smíšený sbor, komorní ansámbl a varhany (2014)
- Les Tentations, op. 162 partita pro sólový baryton saxofon (2014)
- New Biblical Songs, op. 172 pro nižší hlas a klavír (varhany, cemballo, harmonium, akordeon) (2014)
- La Mer saignante, op. 174 pro akordeónové duo (2014)
- MAGNIFICAT, op. 175 duchovní óda pro kytaru a cimbál (2014)
- Introite portas eius, op. 176 pro dětský sbor a cappella (2014)
- Sweet Kisses of the Eternity, op. 179 nálady pro soprán, alt a klavír (varhany, cemballo, harmonium, akordeon) (2015)
- Le Rêve de Paris, op. 180 capriccio pro sólový cimbál (2015)
- Angelo Boemo, op. 186 rapsodie pro baryton saxofon a klavír (2015)